# 小行星9512
小行星9512（费俊龙星）是以中国航天员费俊龙命名的小行星。